# Корсунь (давньоруське місто)
Корсунь, Корсунь Київський — місто Русі-України. Вперше згадується в Тверському літописі під 1032 у зв'язку з заснуванням міста великим князем Ярославом Мудрим. Вдруге місто згадується в Київському літописі під 1172: у записі говориться про зупинення біля К. лукоморських половців, що йшли на Київ. Ідентифікується з городищем в урочищі Замчище в межах сучасного м. Корсунь-Шевченківський, при впадінні р. Корсунка в р. Рось (притока Дніпра). Досліджена археологами територія тутешнього укріпленого городища становить бл. 2 га, культурний шар на ньому сягає 1,5 м і містить, поряд з ін. залишками тогочасних речей, гончарну кераміку рубежу 10–11 — 1-ї пол. 13 ст. Зі сходу від укріпленого городища в давньоруські часи розміщувалося неукріплене селище.
За припущеннями істориків і археологів, заснування К. пов'язано з будівничою діяльністю або великого князя київського Володимира Святославича на рубежі 10–11 ст., або, що більш імовірно, його сина Ярослава Мудрого в 2-й третині 11 ст. За повідомленнями «Повісті временних літ», саме Ярослав Мудрий збудував укріплену лінію по р. Рось (див. Змієві вали). Місто отримало назву від річки Корсунка. Це тюркське словосполучення «кара су» (чорна вода). За іншою версією Корсунь названо на честь кримського м. Херсон (літописний Корсунь; див. Херсонес Таврійський), в якому хрестився Володимир Святославич.
Наприкінці 11 — на поч. 12 ст. навколо К. були розселені союзні руським князям тюркські племена клобуків чорних. Протягом 12 ст. К. входив до складу Пороської волості Київської землі з центром у м. Торчеськ. У 12 ст. належав до резервного земельного фонду київського князя (з цього фонду київський князь роздавав землі князям значних центрів Київської Русі в обмін на їхню участь у спільній обороні Руської землі від кочівників — т. зв. причастіє; див. Колективного сюзеренітету концепція). Так, до 1195 К. разом з містами Треполь (нині с. Трипілля Обухівського району Київської обл.), Канів і Богуслав (усі в складі Торчеської волості) тримав зять київського князя Рюрика Ростиславича — волинський князь Роман Мстиславич, потім на вимогу владимиро-суздальського князя Всеволода Юрійовича ці міста в Романа Мстиславича були відібрані. Пізніше Торчеськ було передано зятеві Всеволода Юрійовича — Ростиславу Рюриковичу, а К. та ін. міста волості були підпорядковані посадникам Всеволода Юрійовича. Після монголо-татарської навали (1240) життя в К. припинилося.
Колишня тер. К. знову була заселена наприкінці 16 ст.